# Jade Eshete
Jade Eshete (Brooklyn, 9 de enero de 1985) es una actriz estadounidense de cine y televisión, reconocida por protagonizar la serie de televisión Dirk Gently: Agencia de investigaciones holísticas y la serie web It's Bruno!

## Filmografía

### Cine
| Año  | Título    | Papel  | Notas |
| ---- | --------- | ------ | ----- |
| 2015 | Brooklove | Mia    | Corto |
| 2017 | Ache      | L'Toya | Corto |

### Televisión
| Año  | Título                                  | Papel         | Notas              |
| ---- | --------------------------------------- | ------------- | ------------------ |
| 2012 | High Maintenance                        | Jaden         | Episodio: "Esme"   |
| 2014 | Deadbeat                                | Chica ebria   | Episodio: "Am-Ish" |
| 2016 | Shades of Blue                          | Receptionista | 3 episodios        |
| 2016 | Dirk Gently's Holistic Detective Agency | Farah Black   | Papel principal    |
| 2019 | Billions                                | Lauren Turner |                    |
| 2019 | It's Bruno!                             | Rosa          | Papel recurrente   |